# 邹静之
邹静之（1952年—），中国编剧，诗人。他是北京作家协会驻会作家。由于電視劇《康熙微服私访记》和《鐵齒銅牙紀曉嵐》的编剧工作而知名。
2014年在电影《一代宗師》中的编剧工作，與徐皓峰、王家卫一起获得第33屆香港電影金像獎最佳編劇獎。

## 生平
1952年出生於江西南昌一岁来到北京，喜欢动物，儿时最初的理想是当一名动物饲养员。
1969年～1977年在北大荒和河南插队。此期间，他爱上了音乐，天天练声。回京后想考进文艺团体，堅持十年学习声乐，且两次差点成为歌剧演员。考入中央广播电视大学中文系，讀了不少文學作品。畢業後分配到在煤炭研究院做体力活儿。
1982年被提拔为办公室主任。后在《北京晚报》发了“一分钟小说”《盖侠其人》，並在《诗刊》发表詩歌1987年，成为《诗刊》诗歌编辑。
2005年初，邹静之离开《诗刊》，调到北京作家协会。2008年戏剧社团龙马社成立，邹静之和刘恒任社长，万方任艺术总监。2010年10月，华策影视上市后，邹静之迈入了千万富翁的行列。

## 写作
邹静之受到了田壮壮和唐大年的鼓勵，開始當編劇。
邹静之的作品被认为台词写得精致凝练，他说由于写诗“感到语言也像音乐一样有美妙的节奏，后来创作剧本的时候，就会自然而然地把诗歌的韵律移植到电视剧中。”
邹静之喜歡使用圓珠筆寫作，認為自己属于“圆珠笔时代”。他說：“我写的大多数作品，现在从底稿看，除少部分是钢笔之外，百分之九十是用圆珠笔划拉出来的，我就不用蘸着写，我可以一根一根把笔抛掉，所以写的速度和讲究的程度，我认为就没有30年代的那种文风好，跟古人就更没有法比”。
為了“通过追求变化来求得写作新鲜感”，邹静之写过多種表現形式的劇本。
他認為藝術品應該“情怀至上”，他說：“艺术也是娱乐，但我认为电视剧分三个层次，讲故事只是第一个层次，然后是出人物，最高一级是出味道，让观众会心了，这就是最高的境界。我希望能出人物和出味道，出人物和出味道的戏过了几年看还一样，艺术的成分很高，这主要就是文学性的东西在里面了”。
由于认为“从小就被灌输（写实主义）是表达情感的唯一正确手段”，扼杀了文学想象力，所以邹静之曾反感写实主义。于是在作品《康熙微服私访记》的时候决定“走反讽路线，让它天马行空，无拘无束”。他說，“创作《康》的宗旨是：亦庄亦谐，借古说今。《康》中所述之事或多或少都在现实中国的经济、政治、文化生活中存在着，所以就借康熙这个筐，将现实往里装”。
邹静之将自己心目中经典的剧本概括为：“纵向能穿透时间，横向能走向世界。像莎士比亚和汤显祖都有四百多年了，现在在世界的舞台上还在演着他们的戏。一纵一横这个坐标交叉点上的作品，就是经典”。
但在閱讀《贫嘴张大民的幸福生活》后认识到了写实主义的魅力，他在《五月槐花香》的剧本中体现了写实主义。

## 作品列表

### 作为编剧
| 类型     | 首次播出/演出 | 作品                       | 备注 |
| 歌剧     | 1997年        | 《夜宴》                   | 郭文景作曲 |
| 电视剧   | 1997年-2002年 | 《康熙微服私访记》         | 第一季 40集 第二季 43集 第三季 40集 第四季 42集 |
| 电视剧   | 1998年        | 《琉璃厂传奇》             | |
| 电视剧   | 2000年-2009年 | 《鐵齒銅牙紀曉嵐》         | 第一季 30集 与陈文贵、郑万隆、王振潜、王琛、史航、顾言合作 第二季 30集 与陈文贵、马军骧、王振潜合作 第三季 26集 与陈文贵、汪海林、史航、顾言合作 第四季 28集 与陈文贵、汪海林合作 |
| 电影     | 2001年        | 《平原枪声》               | 与张栩合编 |
| 话剧     | 2003年        | 《我爱桃花》               | 导演：任鸣 主演：徐昂/孙大川(饰 冯燕) / 吴姗姗/白荟(饰 张婴妻) / 于震/孙大川(饰 张婴) 演出日期：2003-03-25 演出剧院：北京人民艺术剧院                                             |
| 电视剧   | 2004年        | 《宋莲生坐堂》             | |
| 电影     | 2005年        | 《千里走单骑》             | 与张艺谋合编 |
| 电影     | 2006年        | 《第601个电话》            | |
| 电视剧   | 2006年        | 《龙非龙凤非凤》           | |
| 电影     | 2007年        | 《每个人都有他自己的电影》 | 与张艺谋合编 |
| 电影     | 2007年        | 《吳清源》                 | 與阿城合編 |
| 京剧     | 2008年        | 《新白蛇传》               | |
| 话剧     | 2008年        | 《莲花》                   | |
| 動畫片   | 2008年        | 《福娃奧運漫遊記》         | 任總編劇，他的女兒參與編寫。 |
| 歌剧     | 2009年        | 《西施》                   | 雷蕾作曲 |
| 电视剧   | 2009年        | 《倾城之恋》               | 改编自张爱玲同名小说 |
| 话剧     | 2009年        | 《操场》                   | |
| 电影     | 2011年        | 《大武生》                 | 与高晓松合编 |
| 动画电影 | 2011年        | 《兔侠传奇》               | |
| 话剧     | 2012年        | 《花事如期》               | |
| 电视剧   | 2012年        | 《皮五传奇》               | |
| 电视剧   | 2012年        | 《圣天门口》               | |
| 电视剧   | 2012年        | 《抬头见喜》               | |
| 电影     | 2013年        | 《一代宗師》               | 与徐皓峰、王家卫合编 |
| 电影     | 2014年        | 《归来》                   | 改编自嚴歌苓小说《陆犯焉识》 |
| 电视剧   | 2014年        | 《江南四大才子》           | |
| 電影     | 2016年        | 《大唐玄奘》               | |
| 電影     | 2018年        | 《醉佳導演》               | |
| 電影     | 2019年        | 《進京城》                 | |
| 電影     | 2020年        | 《一秒鐘》                 | 與張藝謀合編 |

### 演出
- 《一半一半》.2006年.

### 電視講座
- 《百家讲坛：语言的方程》：漫谈诗歌创作.2002-07-17.
- 《百家讲坛：在文学馆听讲座》：我的影视创作经验.2002-07-31.

### 出版物
- 1997-02.《一地景象》.邹静之. 中国国际广播出版社.
- 1997-10.《琉璃厂传奇》.邹静之. 中国电影出版社.
- 1998.《知青咸淡录》.邹静之. 上海人民出版社.
- 1998-1-1.《风中沙粒》.邹静之. 作家出版社.
- 2000-01.《神秘的汁液》.邹静之. 东方出版社.
- 2002-1.《爱情宝典之卖油郎》.邹静之编著. 昆仑出版社.
- 2002-4.《爱情宝典之小棋士》.邹静之. 解放军文艺（昆仑）.
- 2002-4.《爱情宝典之救风尘》.邹静之编著. 昆仑出版社.
- 2002-4.《爱情宝典之绿牡丹》.邹静之编著. 昆仑出版社.
- 2002-4.《爱情宝典之风筝误》.邹静之编著. 解放军文艺（昆仑）.
- 2003-10.《夜宴 我爱桃花 : “华语新经典”书库》.邹静之. 中国社会科学出版社.
- 2004-05.《五月槐花香》.邹静之. 东方出版社.
- 2005-01.《Hi可爱》.邹静之. 北京出版社.
- 2006.《铁齿铜牙纪晓岚》.文贵 邹静之等. 昆仑出版社.
- 2006-11-01.《邹静之诗选 : (2006雍和诗歌典藏)》.邹静之. 长征出版社.
- 2006-8.《第601个电话》.邹静之. 安徽人民出版社.
- 2009-1.《倾城之恋（上下）》.邹静之、刘亚玲. 作家出版社.
- 2010-10-1.《九栋》.邹静之. 法律出版社.
- 2011-8.《兔侠传奇》.邹静之改编. 人民日报.
- 2011-9-17.《十八岁》.邹静之、赵大陆. 文化艺术出版社.
- 2012-10.《中国1945 : 重庆风云》.邹静之. 重庆出版社.
- 2014-3-1.《邹静之戏剧集》.邹静之. 作家出版社.

## 获奖
| 年     | 獎項                       | 作品           | 分類             | 結果 | 參考   |
| 1999年 | 春燕奖                     | 《琉璃厂传奇》 | 优秀电视剧编剧奖 | 獲獎 | [ 10 ] |
| 2005年 | 第25届中国电视剧飞天奖     | 《五月槐花香》 | 长篇电视剧二等奖 | 獲獎 | [ 11 ] |
| 2007年 | 第26屆中國電影金雞獎       | 《千里走單騎》 | 最佳編劇         | 提名 | [ 12 ] |
| 2007年 | 第6屆華語電影傳媒大獎      | 《千里走單騎》 | 最佳編劇         | 提名 |        |
| 2012年 | 第二屆壹戏剧大赏           | 不適用         | 年度最佳编剧     | 獲獎 | [ 13 ] |
| 2014年 | 第20屆香港電影評論學會大獎 | 《一代宗師》   | 最佳編劇         | 提名 |        |
| 2014年 | 第8屆亞洲電影大獎          | 《一代宗師》   | 最佳編劇         | 提名 |        |
| 2014年 | 第33屆香港電影金像獎       | 《一代宗師》   | 最佳編劇         | 獲獎 |        |
| 2014年 | 第32屆大眾電影百花獎       | 《一代宗師》   | 最佳編劇         | 提名 |        |
| 2014年 | 第51屆金馬獎               | 《歸來》       | 最佳改編劇本     | 提名 |        |
| 2015年 | 第30屆中國電影金雞獎       | 《歸來》       | 最佳改編劇本     | 提名 |        |
| 2019年 | 第32屆中國電影金雞獎       | 《進京城》     | 最佳編劇         | 提名 |        |

## 爱好
邹静之的作品，如《琉璃厂传奇》、《五月槐花香》，中包括了古玩的元素，他本人也喜欢收藏古玩。
2003年，邹静之开始学习书法。

## 外部連結
- 邹静之的新浪微博
- 邹静之的新浪博客
- 邹静之在互联网电影资料库（IMDb）上的資料（英文）（英文）
- 在AllMovie上邹静之的頁面（英文）
- 邹静之在香港影庫上的簡介
- 邹静之在豆瓣上的资料（简体中文）
- 邹静之在时光网上的簡介（简体中文）